# 울주문화예술회관
울주문화예술회관은 울산광역시 울주군 범서읍 천상중앙길 36에 있는 문화 예술회관이다.

## 연혁
- 2003년 05. 01 : 지방재정 투융자 심사승인
- 2004년 09. 09 : 토지 보상협의완료
- 2007년 04. 09 : 설계용역 착수
- 2007년 12. 12 : 공사착수
- 2009년 07. 29 : 울주문화예술회관 건립공사 건물준공
- 2009년 10. 09 : 울주군 시설관리공단과 위탁관리 운영 협약 체결
- 2009년 11. 20 : 울주문화예술회관 개관식